# المكسور (فلم)
المكسور هو فليم الرعب / والفيلم من إخراج ايليس وبطولة لينا هيدي ، ,وعرض أول مرة عام 2008 في المهرجان Sundance Film Festival .

## وصلات خارجية
- مقالات تستعمل روابط فنية بلا صلة مع ويكي بيانات